# النور الله‌وردی‌اف
النور الله‌وردی‌اف (انگلیسی: Elnur Allahverdiyev؛ زادهٔ ۲ نوامبر ۱۹۸۳) بازیکن فوتبال اهل جمهوری آذربایجان است.
از باشگاه‌هایی که در آن بازی کرده‌است می‌توان به باشگاه فوتبال خزر لنکران، باشگاه فوتبال شفای باکو، باشگاه فوتبال توران توووز، باشگاه فوتبال قره‌باغ، باشگاه فوتبال نفتچی باکو، باشگاه فوتبال مویک باکو، و باشگاه فوتبال قبله اشاره کرد.
وی همچنین در تیم ملی فوتبال جمهوری آذربایجان بازی کرده‌است.